# Tribunales de la Antigua Atenas
Los tribunales de justicia de la Antigua Atenas se basaban en el llamado derecho griego que es un gran desconocido para los historiadores actuales. En las causas privadas, los perjudicados que querían realizar una acusación ante los tribunales debían responsabilizarse de llevar a cabo los procesos, ante la falta de una policía organizada y de fiscales que actuaran en nombre del pueblo. Por otra parte, cualquier ciudadano podía ejercer la acusación en un asunto de carácter público que dañara el interés de la ciudad. Los miembros del tribunal que debían decidir el veredicto y la pena eran ciudadanos a los que se asignaba esta función tras un complejo sistema de sorteo.

## Historia

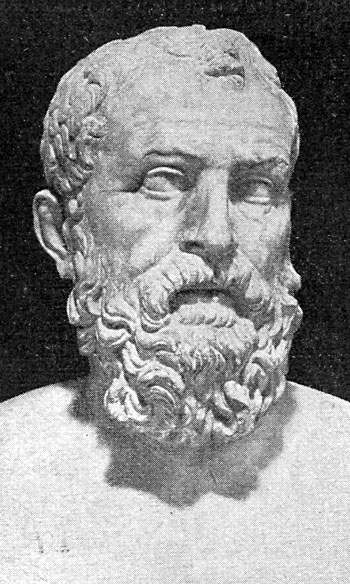
Solón fue el precursor de las bases de la justicia ateniense.

El ordenamiento jurídico de cada polis era diferente, y de ninguna otra tenemos tanta información como de Atenas en la época clásica, la época dorada de la democracia ateniense.
Según la tradición, fue Dracón el primero que plasmó las leyes de Atenas por escrito, hacia el año 621 a. C. Posteriormente, a principios del siglo VI a. C. Solón introdujo reformas en el sistema judicial que entrañaron dos grandes novedades: la posibilidad de ejercer la acusación particular, pues hasta entonces la acción era solo personal salvo en casos de homicidio y la introducción del derecho de apelación a un tribunal contra la decisión de un magistrado. Además, creó el órgano de los Dikasterios, que eran tribunales que estaban formados por ciudadanos elegidos por sorteo. Con ello se otorgaba una mayor tutela judicial a las clases populares: en la práctica suponía la democratización del sistema judicial. La Heliea, ubicada en el ágora, que inicialmente designaba al tribunal de apelación, pasó posteriormente a ser la principal sede donde se reunían los dicastes, aunque había más tribunales por toda la ciudad.
Sin embargo, al acabar las guerras médicas, creció el poder del Consejo aristocrático del Areópago. En torno al año 460 a. C. este fue despojado de muchas funciones pero conservó su labor como tribunal para juzgar casos de homicidios y también de algunos asuntos religiosos, como por ejemplo los daños contra los olivos sagrados. Desde entonces, la Heliea asumía casi todas las demás funciones judiciales. Por otra parte, se constituyó también el tribunal de los Efetas, que se reunía en diferentes lugares según el tipo de delito: el Delfinio, donde se juzgaban algunos homicidios que podían estar justificados o tener atenuantes; el Paladión, donde se realizaban juicios de homicidios involuntarios o el Freatis, que trataba delitos cometidos por exiliados. La democratización se hizo más profunda cuando Pericles introdujo el sueldo para los jueces, lo que facilitó que accedieran al jurado los humildes y, sobre todo, los ancianos.

## Funcionamiento del sistema judicial durante el periodo de lademocracia ateniense
Para los litigios civiles que debían resolverse de forma urgente se nombraban diez instructores que debían resolverlos en el plazo de un mes. Por otra parte, se elegían a los Cuarenta, que resolvían directamente en asuntos civiles de hasta 10 dracmas, pero si la cuantía era superior, el asunto pasaba a ser tratado por unos arbitradores, que intentaban lograr acuerdos entre las partes. Si no lo conseguían, el asunto pasaba a ser dirimido en juicio en los Dikasterios.
En los Dikasterios, que estaban presididos por un arconte, el número de miembros del tribunal que debían votar para emitir el veredicto era variable: 201 para demandas civiles inferiores a 1000 dracmas; 401 para demandas civiles superiores a los 1000 dracmas, y múltiplos de 500 para asuntos penales. Con el número impar se evitaban los empates en las votaciones, pues en tal caso el acusado era absuelto inmediatamente. La figura del miembro del tribunal, el dikastés, es traducida por algunos especialistas actuales como juez y por otros como jurado.

### Desarrollo de los juicios

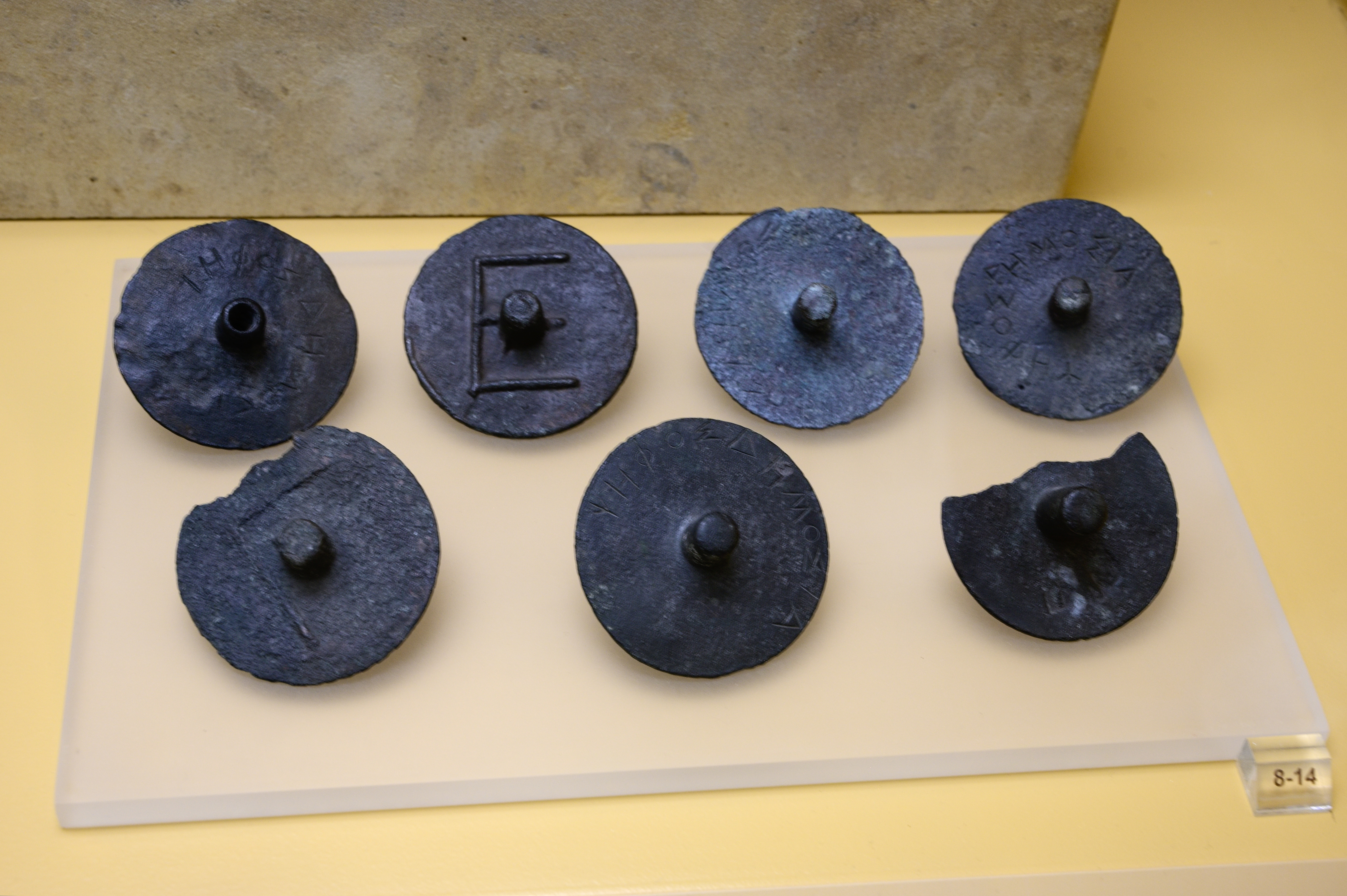
Piezas de bronce utilizadas para emitir los votos: las que tenían un eje macizo eran para absolver al acusado y las de eje perforado para condenarlo. Hacia 300 a. C., Museo del Ágora de Atenas.

Con respecto a las partes, la tutela judicial era solo efectiva para los hombres libres atenienses, y en algunas circunstancias, principalmente en asuntos comerciales, también para los metecos y los extranjeros. Las mujeres eran representadas por una especie de tutor, el kyrios. El ciudadano podía perder el derecho a recurrir a los tribunales en caso de atimia o pérdida del honor.
Había una clara separación entre causas públicas y privadas. En las causas privadas, no había abogados, sino acusador y acusado en persona, que hablaban por ellos mismos durante un tiempo asignado marcado por un reloj de agua o clepsidra. No obstante, dado que muchas veces un buen discurso era fundamental para convencer a los jueces, proliferaron los logógrafos, como Antifonte, a quienes se encargaba escribir dichos discursos. En las causas de carácter público, donde se juzgaban actos que dañaban el interés de la ciudad, cualquier ciudadano podía ejercer voluntariamente la acusación.
En caso de condena, algunas penas venían fijadas por la ley, pero normalmente la acusación o eisangelia proponía una pena, y otra alternativa el condenado, ante las que debían decidir los miembros del jurado. Las penas de prisión no eran muy frecuentes, sino que eran más habituales las multas, el destierro (ostracismo), la privación de derechos (atimia) o incluso la muerte.
Las votaciones de los jueces o jurados se desarrollaban de la siguiente manera: se disponían dos ánforas que tenían la función de urnas; una para depositar los votos válidos, que era de bronce y la otra para depositar los votos desechados, que era de madera. Cada juez recibía dos fichas para votar, una agujereada y otra maciza. A continuación introducía en el ánfora de bronce la ficha agujereada si creía que el demandante tenía razón o la ficha maciza si quería otorgar la razón al acusado. A la vez, la ficha sobrante la descartaba introduciéndola en el ánfora de madera. Después de que todos habían depositado sus dos fichas en las ánforas, se realizaba el escrutinio de los votos introducidos en el ánfora de bronce.